# Campeonato Asiático de Atletismo de 2015 - 800 m masculino
A prova dos 800 metros masculino do Campeonato Asiático de Atletismo de 2015 foi disputada entre os dias 6 e 7 de junho de 2015 no Wuhan Stadium em Wuhan, na China. 

## Recordes
Antes desta competição, os recordes mundiais e do campeonato nesta prova eram os seguintes:
|                       | Nome               | Nacionalidade | Tempo     | Local       | Data                |
| --------------------- | ------------------ | ------------- | --------- | ----------- | ------------------- |
| Recorde mundial       | David Rudisha      | Quênia        | 1m 40s 91 | Londres     | 9 de agosto de 2012 |
| Recorde do campeonato | Majed Saeed Sultan | Catar         | 1m 44s 27 | Incheon     | 2005                |
| Recorde asiático      | Yusuf Saad Kamel   | Bahrein       | 1m 42s 79 | Fontvieille | 29 de julho de 2008 |

## Medalhistas
| Ouro                           | Prata                | Bronze             |
| Musaeb Abdulrahman Balla (QAT) | Jinson Johnson (IND) | Sho Kawamoto (JPN) |

## Cronograma
Todos os horários são locais (UTC+8)
| Data       | Hora  | Evento  |
| ---------- | ----- | ------- |
| 6 de junho | 10:25 | Bateria |
| 7 de junho | 15:10 | Final   |

## Resultados

### Bateria
Qualificação: 2 atletas de cada bateria  (Q) mais os  2 melhores qualificados (q). 
| Posição | Bateria | Atleta                      | Nacionalidade  | Tempo   | Notas |
| ------- | ------- | --------------------------- | -------------- | ------- | ----- |
| 1       | 2       | Jamal Hairane               | Catar          | 1:50.28 | Q     |
| 2       | 2       | Sho Kawamoto                | Japão          | 1:50.36 | Q     |
| 3       | 2       | Belal Mansoor Ali           | Bahrein        | 1:50.51 | q     |
| 4       | 3       | Musaeb Abdulrahman Balla    | Catar          | 1:50.80 | Q     |
| 5       | 3       | Indunilmadushan Idamegedara | Sri Lanka      | 1:50.88 | Q     |
| 6       | 1       | Mohammed Obaid Al-Salhi     | Arábia Saudita | 1:51.52 | Q     |
| 7       | 1       | Jinson Johnson              | Índia          | 1:51.55 | Q     |
| 8       | 3       | Farkhod Kuralov             | Tajiquistão    | 1:51.67 | q     |
| 9       | 1       | Wesam Al-Massri             | Palestina      | 1:51.97 |       |
| 10      | 2       | Muhammad Ikram              | Paquistão      | 1:52.98 |       |
| 11      | 1       | Teng Haining                | China          | 1:55.06 |       |
| 12      | 2       | Herniuslbn Siantar          | Indonésia      | 1:55.52 |       |
| 13      | 1       | Ebrahim Al-Zofairi          | Kuwait         | 1:55.79 |       |
| 14      | 3       | Akhyt Asyeikhan             | Mongólia       | 1:57.76 |       |
| 15      | 2       | Nurgazy Asankulov           | Quirguistão    | 1:59.11 |       |
| 16      | 1       | Le Hoai Phuong              | Vietname       | 1:59.79 |       |
| 17      | 3       | Ahmed Hassan                | Maldivas       | 1:59.93 |       |

### Final
A final da prova ocorreu dia 7 de junho às 15:10.
| Posição           | Atleta                      | Nacionalidade  | Resultados | Notas |
| ----------------- | --------------------------- | -------------- | ---------- | ----- |
| Medalha de ouro   | Musaeb Abdulrahman Balla    | Catar          | 1:49.40    |       |
| Medalha de prata  | Jinson Johnson              | Índia          | 1:49.69    |       |
| Medalha de bronze | Sho Kawamoto                | Japão          | 1:50.50    |       |
| 4                 | Belal Mansoor Ali           | Bahrein        | 1:51.10    |       |
| 5                 | Indunilmadushan Idamegedara | Sri Lanka      | 1:51.51    |       |
| 6                 | Farkhod Kuralov             | Tajiquistão    | 1:51.60    |       |
| 7                 | Jamal Hairane               | Catar          | 1:53.76    |       |
| 8                 | Mohammed Obaid Al-Salhi     | Arábia Saudita | 1:53.84    |       |

Legenda
| Recorde mundial       | Recorde mundial (World record)               |                       | Recorde africano                      | Recorde africano (African) |                                           | Q | Classificado por posição (Qualified) |
| Recorde do campeonato | Recorde do campeonato (Championship record)  | Recorde da América    | Recorde da América (Americas)         | q                          | Classificado por melhor tempo (Qualified) |   |                                      |
| Melhor marca do ano   | Melhor marca do ano (World leading)          | Recorde asiático      | Recorde asiático (Asian)              | DNS                        | Não largou (Did not start)                |   |                                      |
| Recorde nacional      | Recorde nacional (National record)           | Recorde europeu       | Recorde europeu (European)            | DNF                        | Não terminou (Did not finish)             |   |                                      |
| Recorde pessoal       | Recorde pessoal do atleta (Personal best)    | Recorde da Oceania    | Recorde da Oceania (Oceania)          | DSQ / DQ                   | Desclassificado (Disqualified)            |   |                                      |
| Recorde da temporada  | Recorde da temporada do atleta (Season best) | Recorde sul-americano | Recorde sul-americano (South America) | NM                         | Sem marca (No mark)                       |   |                                      |